# لوکا کالاپای
لوکا کالاپای (انگلیسی: Luca Calapai؛ زادهٔ ۲۰ مهٔ ۱۹۹۳) بازیکن فوتبال اهل ایتالیا است.
از باشگاه‌هایی که در آن بازی کرده‌است می‌توان به باشگاه فوتبال مودنا و باشگاه فوتبال کاتانیا اشاره کرد.